# Marinarozelotes mutabilis
Marinarozelotes mutabilis es una especie de araña araneomorfa del género Marinarozelotes, familia Gnaphosidae. Fue descrita científicamente por Simon en 1878.
Se distribuye por el Mediterráneo y Rumania. El cuerpo del macho mide aproximadamente 4,3-5,5 milímetros de longitud y el de la hembra 5,6-7,6 milímetros.